# نسرین جوادزاده
نسرین جوادزاده (ترکی استانبولی: Nesrin Cavadzade؛ زادهٔ ۳۰ ژوئیهٔ ۱۹۸۲) بازیگر آذربایجانی الاصل اهل ترکیه است. وی از سال ۲۰۰۳ میلادی تاکنون مشغول فعالیت بوده است.

## زندگی
نسرین جوادزاده در باکو زاده شد. او در ۱۱ سالگی به همراه مادرش به ترکیه مهاجرت کرد. پدر و مادر او آذربایجانی هستند.
جوادزاده برای تحصیلات متوسطه در اوزل بیلگی لیسسی در شیشلی شرکت کرد و در باشگاه نمایش درام ثبت نام کرد، پس از دبیرستان، در شیشلی تراکی لیسیسی شرکت کرد و در آنجا عضوی از باشگاه نمایش درام شد، در حین تحصیل در آنجا پنج فیلم کوتاه ساخت که در اکران شد. او در جشنواره‌های محلی و بین‌المللی، از جمله پردیس استعدادهای درخشان برلیناله، جوایز مختلفی دریافت کرده است.
پس از فارغ‌التحصیلی از دبیرستان وارد دانشگاه مرمره شد و در دانشکده هنرهای زیبا، بخش سینما و تلویزیون ثبت نام کرد. اولین حضور تلویزیونی او در سریال بی خانمان فردی تایفور بود و بعد از آن در مجموعه‌های تلویزیونی مختلفی از جمله راه شیری، دختری با روسری قرمز، رمان سنگین دنیای جدید، زنان روز چشم‌انداز و آقا کوچک بازی کرد.
او جایزه جشنواره بین‌المللی فیلم پرتقال طلایی آنتالیا را برای بهترین بازیگر نقش مکمل زن برای بازی در فیلم به روزهای بهتر در سال ۲۰۱۱ و بهترین بازیگر زن در فیلم بره (فیلم ۲۰۱۴) در سال ۲۰۱۴ دریافت کرد.
او نوه دانشمند و پزشک برجسته اهل جمهوری آذربایجان، میرمحمد جوادزاده (اصالتاً اهل شهر لنکران) است.

## فیلم‌شناسی
| فیلم          | فیلم                        | فیلم            | فیلم                      | فیلم                          | فیلم      |
| سال           | نام                         | نقش             | جایزه                     | جشنواره                       | یادداشت‌ها |
| ------------- | --------------------------- | --------------- | ------------------------- | ----------------------------- | --------- |
| ۲۰۰۳          | راه رفتن روی آب             | همسر ابوابراهیم |                           |                               |           |
|               |                             |                 |                           |                               |           |
| ۲۰۰۶          | بازار: داستان تجارت         | دارو فروش       |                           |                               |           |
|               |                             |                 |                           |                               |           |
| ۲۰۰۷          | هشت روز دلبر                | دلبر            | بهترین بازیگر زن          | جشنواره فیلم ارزروم داداس     |           |
| ۲۰۰۷          | هشت روز دلبر                | دلبر            | بهترین بازیگر زن          | جشنواره فیلم راه ابریشم بورسا |           |
| ۲۰۰۷          | هشت روز دلبر                | دلبر            | بهترین بازیگر زن          | جشنواره فیلم آنکارا           |           |
| ۲۰۰۸          | مارلون و براندو من          | دریا            |                           |                               |           |
|               |                             |                 |                           |                               |           |
| ۲۰۰۹          | درد                         | نوه             | بهترین بازیگر زن          | جشنواره فیلم ارزروم داداس     |           |
| ۲۰۱۱          | به روزهای بهتر              | آنا             | بهترین بازیگر نقش مکمل زن | پرتقال طلایی                  |           |
| ۲۰۱۱          | به روزهای بهتر              | آنا             | بهترین بازیگر زن          | جشنواره فیلم آنکارا           |           |
| ۲۰۱۱          | به روزهای بهتر              | آنا             | بازیگر زن سال             | مجله انجمن خبرنگاران          |           |
| ۲۰۱۲          | در شعله‌های آتش              | آسیه            | بهترین بازیگر زن          | جشنواره فیلم آنکارا           |           |
| ۲۰۱۲          | در شعله‌های آتش              | آسیه            | بهترین بازیگر زن کمدی     | جوایز صدری علیسیک             |           |
| ۲۰۱۲          | یک‌نفس عمیق بکش (فیلم کوتاه) | نازلی           |                           |                               |           |
|               |                             |                 |                           |                               |           |
| ۲۰۱۴          | آواز مادرم                  | زینب            |                           |                               |           |
|               |                             |                 |                           |                               |           |
| ۲۰۱۴          | بره                         | مدینه           | بهترین بازیگر زن          | پرتقال طلایی                  |           |
| ۲۰۱۵          | آخرین نامه                  | پرستار نهال     |                           |                               |           |
| ۲۰۲۰          | عشق تصادفات را دوست دارد ۲  | دافنه           |                           |                               |           |
| تلویزیون      |                             |                 |                           |                               |           |
| سال           | نام                         | نقش             | جایزه                     | جشنواره                       | یادداشت‌ها |
| ۲۰۰۶          | بی خانمان                   | سونا            |                           |                               |           |
|               |                             |                 |                           |                               |           |
| ۲۰۱۰          | راه شیری                    | ملک             |                           |                               |           |
|               |                             |                 |                           |                               |           |
| ۲۰۱۲          | روسری قرمز                  | آیکا            |                           |                               |           |
|               |                             |                 |                           |                               |           |
| ۲۰۱۲-۲۰۱۴     | امپراتوری باشکوه            | نسرین           |                           |                               |           |
|               |                             |                 |                           |                               |           |
| ۲۰۱۳          | زنان روز چشم‌انداز           | لاله            |                           |                               |           |
|               |                             |                 |                           |                               |           |
| ۲۰۱۴          | آقا کوچک                    | باشاک           |                           |                               |           |
|               |                             |                 |                           |                               |           |
| ۲۰۱۵          | افسانه‌ها                    | جمیله           |                           |                               |           |
|               |                             |                 |                           |                               |           |
| ۲۰۱۶          | خورشید زمستان               | افروز           |                           |                               |           |
|               |                             |                 |                           |                               |           |
| ۲۰۱۷          | فی                          | آلارا           |                           |                               |           |
| نقش کوتاه مدت |                             |                 |                           |                               |           |
| ۲۰۱۸–۲۰۱۷     | حکایت ما                    | تولای سرتکایا   |                           |                               |           |
|               |                             |                 |                           |                               |           |
| ۲۰۲۱–۲۰۱۹     | سیب ممنوعه                  | شاهیکا ایکینجی  |                           |                               |           |
|               |                             |                 |                           |                               |           |
| ۲۰۲۰          | یکی دیگر                    | ملیسا           |                           |                               |           |
|               |                             |                 |                           |                               |           |
| ۲۰۲۱-۲۰۲۲     | زمستون                      | بهار            |                           |                               |           |
|               |                             |                 |                           |                               |           |
| ۲۰۲۲          | زندگی فوق‌العاده من          | نسرین           |                           |                               |           |

## دیسکوگرافی
| سال  | ترانه           | یادداشت‌ها                                                   |
| ---- | --------------- | ----------------------------------------------------------- |
| ۲۰۲۰ | من خواب دیدم که | (همراه الیف دوغان) - موسیقی فیلم عشق تصادفات را دوست دارد ۲ |